# Palanca, Prahova
Palanca (mai vechi, Palanga) este un sat în comuna Râfov din județul Prahova, Muntenia, România.
Este atestat documentar din anul 1592. Așezarea s-a numit mai întâi Palanga, așa cum este cunoscută între anii 1831-1861. Era un sat din plasa Câmpu, care în 1931 avea 55 de gospodării.
Biserica satului a fost construită prin 1824.